# Cambio de nombre de ciudades de India
El proceso de cambio de nombre de ciudades en la India comenzó al finalizar la colonización británica en 1947 y continúa hasta la actualidad. Hubo controversia política sobre varios renombramientos. No todos los cambios propuestos fueron implementados. Cada renombramiento debe ser aprobado por el gobierno central.
Existen varias razones para las propuestas de cambio de nombre, entre ellas la adaptación de la pronunciación en inglés a la pronunciación en los idiomas locales y, por tanto, para corregir las pronunciaciones introducidas por las autoridades coloniales británicas; y el cambio de nombres de origen europeo a nombres de origen indio.

## Ejemplos destacados
Muchas grandes ciudades que han cambiado de nombre en las últimas décadas incluyen:
- Mumbai (antes Bombay, cambió de nombre en 1995)
- Chennai (antes Madras, cambió de nombre en 1996)
- Kolkata (antes Calcutta, cambió de nombre en 2001)
- Vadodara (antes Baroda, cambió de nombre en 1974)
- Vijayawada (antes Bejawada)
- Visakhapatnam (antes Waltair; y a su vez anteriormente Vizagapatnam)
- Kadapa (antes Cuddapah, cambió de nombre en 2005)
- Shimla (antes Simla)
- Mandi (antes Mandav Nagar)
- Kanpur (antes Cawnpore, cambió de nombre en 1948)
- Thiruvananthapuram (antes Trivandrum, cambió de nombre en 1991)
- Pune (antes Poona)
- Kochi (antes Cochin, cambió de nombre en 1996)
- Kollam (antes Quilon)
- Sagar (antes Saugor)
- Jabalpur (antes Jubbulpore, cambió de nombre en 1947)
- Narmada (antes Nerbudda)
- Puducherry (antes Pondicherry, cambió de nombre en 2006)
- Indore (antes Indhur)
- Kozhikode (antes Calicut)
- Udhagamandalam (antes Ootacamund)
- Tiruchirapalli (antes Trichinopoly)
- Thanjavur (antes Tanjore)
- Kannur (antes Cannanore)
- Varanasi (antes Benares)
- Guwahati (antes Gauhati)
- Tirunelveli (antes Tinnevelly)
- Panaji (antes Panjim)
- Thrissur (antes Trichur)
- Alappuzha (antes Alleppey)
- Thalassery (antes Tellicherry)
- Prayagraj (antes Allahabad)
- Sambhajinagar (antes Aurangabad)
- Dharashiv (antes Osmanabad)

## Cambios propuestos
Se ha propuesto cambiar Ahmedabad a Karnavati; Lucknow a Lakshmanpuri, Lakhanpur o Lakhnavati; Patna a Pataliputra; Aurangabad a Sambhajinagar; Osmanabad a Dharashiv; Allahabad a Prayag o Tirth Raj Prayag; Faizabad a Saket; Mughalsarai a Deen Dayal Nagar; Bhopal a Bhojpal; Indore a Indur; Jabalpur a Jabalipuram y Delhi a Dilli.
Otra ciudad muy importante cuyo nombre se pretende cambiar es Bangalore, que cambiaría a Bengaluru.